# Lycophotia juncta
Lycophotia juncta là một loài bướm đêm trong họ Noctuidae.